# Les Looney Tunes passent à l'action
Pour jeu vidéo tiré de ce film, voir Les Looney Tunes passent à l'action (jeu vidéo).
Pour plus de détails, voir Fiche technique et Distribution.
Les Looney Tunes passent à l'action (Looney Tunes: Back in Action), ou Looney Tunes : les revoilà au Québec, est un film américano-allemand réalisé par Joe Dante, sorti en 2003. Produit par Warner Bros., il mêle animation et prises de vue réelles.
Si le film est un échec au box-office avec 60 millions de dollars, il est réhabilité avec le temps et devient rapidement culte[réf. nécessaire].

## Synopsis
Le film débute avec Bugs Bunny et Daffy Duck qui travaillent pour Warner Bros.. Cependant, Daffy le canard est jaloux des traitements de faveur du studio envers le lapin et en a assez de ce duo comique. Il exige de faire son propre film mais se fait renvoyer par la vice-présidente de la comédie, Kate Houghton, sous les ordres des frères Warner. D.J. Drake, un agent de sécurité apprenti-cascadeur reçoit alors l'ordre d'escorter Daffy hors des studios Warner. Mais Daffy ne l'entend pas de cette oreille et s'enfuit avec D.J. sur ses talons. Une comique course poursuite s'ensuit et Daffy dérobe une Batmobile avec laquelle il démolit le château d'eau Warner, ce qui conduit au licenciement de D.J..
Ce dernier rentre chez lui et découvre avec horreur que Daffy l'a suivi. Les deux commencent à parler de Damian Drake, le père de D.J. qui s'avère être l'un des acteurs les plus célèbres de la société, l'acteur de films d'espionnage. Si Daffy est convaincu qu'il est un véritable espion, D.J. pense que son père n'est qu'un acteur comme beaucoup d'autres quand un des tableaux se déplace pour dévoiler un message de Damian en train de se faire torturer par des hommes de l'ACME Corporation, une multinationale mondialement connue pour vendre du matériel de bas-étage, dirigée par son excentrique président, Luther J. Chairman. Damian incite D.J. de se rendre à Las Vegas pour contacter son associée Dusty Tails et de trouver un diamant appelé le Singe Bleu. À la fin du message, l'apprenti-cascadeur se porte au secours de son père, épaulé, contre son gré, par l'insupportable Daffy qui veux juste s’emparer du diamant pour s'enrichir mais, en parallèle, le président d'ACME est informé par Mr. Smith, son garde du corps personnel, des intentions de D.J. et déclare à ne compte pas le laisser faire.
Pendant ce temps, la Warner ne tarde pas à prendre conscience de son erreur, reconnaissant que la présence de Daffy aux côtés de Bugs Bunny était indispensable. Sous peine d'être à son tour licenciée, Kate est chargée par les frères Warner de ramener le canard vantard et colérique aux studios. Elle veut aussi rendre son travail à D.J.. En se rendant chez lui, Kate découvre le lien de parenté de D.J. avec Damian Drake et se sent complètement démunie, mais Bugs la rassure en lui avouant qu'il sait que D.J. et Daffy sont en route pour Las Vegas (il avait auparavant téléphoné à Daffy qui lui a dévoilé cette destination en refusant de revenir jouer dans ses films). Le duo prend alors les commandes de la TVR Tuscan de Damian pour partir à la poursuite de D.J. et Daffy.
À Las Vegas, D.J. et Daffy rencontrent Dusty dans un casino appartenant à Sam le pirate, qui est aussi un agent d’ACME. Dusty leur donne une carte à jouer — une dame de carreau à l'image de La Joconde — qu'elle présente comme un indice important pour trouver le Singe Bleu. Sam et ses acolytes poursuivent D.J. et Daffy pour s'emparer la carte, mais ils parviennent non sans mal à leur échapper avec la complicité indirecte de Charlie le coq. En fuyant à travers la ville, ils retrouvent Bugs et Kate, mais la course poursuite avec Sam et ses hommes reprend jusqu'à ce que la TVR Tuscan ne s'envole après que Daffy lui ait sans le savoir ordonné de prendre "Maman" comme destination. La voiture tombe cependant en panne et s'écrase dans un désert. Le groupe campe pour la nuit tandis que Bugs ne parvient pas à convaincre Daffy de reprendre son travail, ce dernier révélant qu'il envie Bugs pour être si populaire avec si peu d'effort, et qu'il aimerait que ce soit comme ça pour lui-même.
Le lendemain, D.J. et Kate, toujours accompagnés de Bugs et Daffy peinent à se mettre d'accord sur la direction à prendre tandis que le président d'ACME réprimande Sam pour son précédent échec et décide, sur suggestion, de confier la mission à l'agent spécial du désert d'ACME, Vil Coyote. Malheureusement, sa tentative pour détruire les héros se retourne contre lui, sans qu'ils ne le remarquent.
Les héros finissent par arriver dans une mystérieuse base secrète gouvernementale, la Zone 52, dirigé par une femme qui se révèle être la "Maman" vers qui la voiture de Damian avait l'intention d'aller avant de s'écraser. Maman leur montre une vidéo cassette qui, sous forme de cartoon, raconte les origines du Singe Bleu qui a le pouvoir de changer en primate quiconque est touché par son éclat. La vidéo s'avère ensuite être un ordre de mission destiné à Damian qui devait détruire le diamant avant que le président d'ACME ne s'en empare car si cela venait à arriver, il forcerait les personnes transformées en singes à concevoir des armes pour sa compagnie pour qu'elles achètent ces mêmes armes, une fois redevenues humaines. C'est à ce moment-là que le groupe est pris en embuscade par des extra-terrestres précédemment capturés par le laboratoire, dirigés par Marvin le Martien, un autre agent d'ACME, qui était également emprisonné. Il réclame à son tour la carte mais Bugs, Daffy, D.J. et Kate s'échappent à nouveau. Une fois à l'abri, le groupe en conclut qu'il doit aller au musée du Louvre pour comprendre en quoi la carte va les aider à trouver le Singe Bleu.
À Paris, le groupe découvre que la carte contient une fenêtre d'observation pour La Joconde et l'utilise pour découvrir une carte cachée de l'Afrique. Elmer Fudd apparaît et se lance à la poursuite de Bugs et Daffy à travers plusieurs peintures pour récupérer la carte. Pendant ce temps, Kate est enlevée par Beaky Buzzard et Smith qui récupère une photo de la carte. D.J. sauve Kate, tandis qu'Elmer est désintégré en minuscules points par Bugs après avoir émergé d'une peinture pointilliste. Perdant patience, le président d'ACME décide de reprendre les choses en main et décide d'envoyer cette fois, le plus féroce de ses agents : Taz, le diable de Tasmanie.
Bugs, Daffy, D.J. et Kate se rendent en Afrique où ils croisent par « coïncidence » Mémé, Sylvestre et Titi, qui les escortent à dos d'éléphant dans les ruines d'un temple de la jungle contenant le Singe Bleu. Après une scène de ménage entre Daffy et D.J., les guides des héros se révèlent être le président d'ACME, Smith et Taz déguisés. Le président commence par désorienter tout le monde en se faisant passer pour Damian puis pour Michael Jordan avant de convaincre le groupe de se rendre. Il téléporte tout le monde au siège d'ACME et trompe D.J. pour qu'il lui donne le diamant en échange de la libération de Damian.
Marvin le Martien est envoyé pour placer le Singe Bleu dans le pistolet à rayons d'un satellite ACME pour transformer la population entière de la Terre en singes mais Daffy, rejoint contre son gré par Bugs, se lance à la poursuite de Marvin tandis que D.J. et Kate sont enchaînés au dessus de Damian qui est sur le point d'être pulvérisé par une multitude d'explosifs installés par Vil Coyote et d'être écrasé par un train. D.J. et Kate parviennent à se libérer mais se retrouvent confrontés à un chien mécanique géant qu'ils neutralisent avec peine et D.J. libère son père du piège in extremis, laissant Vil Coyote être pris dans l'explosion du train et des explosifs. Au satellite, Bugs commence par affronter Marvin en duel, incitant Daffy à devenir Duck Dodgers. Après avoir été désarmé, Bugs se contente de boucher avec son doigt le canon du pistolet de Marvin pour retourner la bulle emprisonnante contre lui mais il se fait capturer au même titre que Duck Dodgers par le satellite. Duck Dodgers se dépêche de lancer son bec sur le rayon du satellite ce qui détourne son faisceau et seul le président d'ACME se retrouve transformé en singe ; cela entraîne ensuite une surcharge puis l'explosion destructive du satellite.
Damian arrête le président transformé en singe et dit à D.J. à quel point il est fier de lui. Bugs et Daffy retournent sur Terre et sont félicités à leur tour par D.J. et Kate. C'est alors que par un effet de mise en abyme, il est révélé que l'ensemble des événements précédents n'étaient finalement qu'un film mettant en vedette le duo de Looney Tunes. D.J. en profite pour se venger de l'acteur Brendan Fraser qui l'avait fait renvoyé après que D.J. ait critiqué sa masculinité tandis que Bugs promet à Daffy qu'ils seront des partenaires égaux avant de quitter le plateau en limousine. Cette nouvelle réjouit le canard qui exulte avant de manquer d'être écrasé par un projecteur. Daffy a à peine le temps de se réjouir qu'il finit aplati par les anneaux du logo des Looney Tunes. Porky Pig tente de conclure le film avec sa réplique habituelle (« C'est fini, les amis ! » ou en VO : « That's all, folks ! »), mais les lumières du studio s'éteignent, ce qui indigne Porky qui se contente alors de dire à tout le monde qu'ils peuvent rentrer chez eux.

## Fiche technique
Sauf indication contraire, les informations mentionnées dans cette section peuvent être confirmées par la base de données cinématographiques IMDb,  présente dans la section « Liens externes ».
- Titre français : Les Looney Tunes passent à l'action
- Titre québécois : Looney Tunes : les revoilà
- Titre original : Looney Tunes: Back in Action
- Réalisation : Joe Dante (prises de vues réelles)
  - Co-réalisation : Eric Goldberg (animation)
- Scénario : Larry Doyle, d'après une histoire de Larry Doyle, Glenn Ficarra et John Requa
- Musique : Jerry Goldsmith et John Debney
- Direction de l'animation : Eric Goldberg
- Photographie : Dean Cundey et Steven Poster (prises de vues additionnelles)
- Production : Bernie Goldmann, Joel Simon et Paula Weinstein
  - Production déléguée : Larry Doyle et Christopher DeFaria
- Sociétés de production : Warner Bros., Baltimore/Spring Creek Pictures et Goldmann Pictures
- Société de distribution : Warner Bros. (États-Unis, France)
- Pays de production :  États-Unis,  Allemagne
- Langue originale : anglais
- Budget : 80 000 000 dollars[1]
- Genre : comédie d'aventures
- Durée : 93 minutes
- Dates de sortie[2] :
  - États-Unis, Canada : 14 novembre 2003
  - Belgique, France et Suisse romande : 10 décembre 2003

## Distribution
- Brendan Fraser (VF : Guillaume Orsat) : Damian Drake Jr. alias « D.J. » / lui-même
- Jenna Elfman (VF : Marjorie Frantz) : Kate Houghton
- Steve Martin (VF : Gérard Rinaldi) : M. Luther J. Chairman, président de la compagnie ACME
- Timothy Dalton (VF : Edgar Givry) : Damian Drake
- Heather Locklear (VF : Dominique Dumont) : Dusty Tails
- Joan Cusack (VF : Claire Guyot) : « Mother » (« Maman » en VF)
- Bill Goldberg : Robert « Bob » Smith, le garde du corps de M. Chairman
- Michael Jordan (VF : Thierry Desroses) : lui-même (caméo, images d'archives tirées de Space Jam)
- Matthew Lillard (VF : Éric Missoffe) : lui-même (caméo)
- Ron Perlman (VF : Pascal Renwick) : vice-président ACME à l'apprentissage
- Robert Picardo : vice-président ACME aux question rhétoriques
- Marc Lawrence : vice-président ACME aux évidences
- Vernon Wells : vice-président ACME au travail des enfants
- Don Stanton et Dan Stanton : les frères Warner
- Peter Graves : l'homme de la vidéo
- Roger Corman : lui-même (caméo)
- Bill McKinney : vice-président ACME à l'ergotage
- George Murdock : vice-président ACME aux promotions injustes
- Jeff Gordon : lui-même (caméo)
- Kevin McCarthy : Dr Miles Bennell (caméo)

### Voix des Looney Tunes
- Brendan Fraser (VF : Benoît Allemane) : Taz
- Joe Alaskey : Bugs Bunny (VF : Gérard Surugue) / Daffy Duck (VF : Patrick Guillemin) / Sylvestre (VF : Patrick Préjean) / Beaky Buzzard / Maman Ours
- Jeff Bennett : Sam le pirate (VF : Patrick Préjean) / Charlie le coq (VF : Benoît Allemane) / Nasty Canasta (VF : Gilbert Lévy)
- Billy West (VF : Patrice Dozier) : Elmer Fudd
- Eric Goldberg : Titi (VF : Patricia Legrand) / Marvin le Martien (VF : Jean-Loup Horwitz) / Speedy Gonzales (VF : Michel Mella)
- Bruce Lanoil (VF : Patrick Guillemin) : Pépé le putois
- Bob Bergen (VF : Michel Mella) : Porky Pig
- June Foray (VF : Barbara Tissier) : Mémé
- Casey Kasem (VF : Boris Rehlinger) : Sammy
- Frank Welker (VF : Éric Missoffe) : Scooby-Doo
- Danny Chambers (VF : Henri Courseaux) : Cottontail Smith
- Stan Freberg (VF : Pascal Casanova) : Bébé Ours
- Will Ryan : Papa Ours
- Danny Mann : Robo Dog et Spy Car
- Paul Julian : Bip Bip (archive)
- Mel Blanc : la voiture gremlin (image d'archive)

Source : version française (VF) sur Voxofilm

## Production

### Genèse et développement
Une suite de Space Jam est évoquée en 1997, un an après sa sortie. Le scénario prévoit alors un nouveau match de basketball entre les Looney Tunes et un nouveau méchant nommé Berserk-O!. Le dessinateur Bob Camp (en) est chargé de créer le personnage ainsi que ses hommes de main. Le retour de Joe Pytka, réalisateur du premier film, est alors annoncé, alors que Spike Brandt et Tony Cervone rejoignent le projet comme superviseurs de l'animation. Cependant, Michael Jordan n'est pas intéressé par ce projet de suite. Warner Bros. stoppe alors le projet Space Jam 2. Le projet est plusieurs fois relancé avec différentes idées. Un script intitulé Spy Jam est développé autour de Jackie Chan ou encore Race Jam avec le pilote de NASCAR Jeff Gordon. Par ailleurs, Joe Pytka révèle qu'il avait quant à lui proposé une idée de suite avec le golfeur Tiger Woods, avec Michael Jordan dans un plus petit rôle,. Ivan Reitman, producteur du premier film, préfère quant à lui faire un film avec Michael Jordan en tête d'affiche.
C'est finalement un autre projet autour des Looney Tunes qui est développé. Après avoir contacté sans succès Robert Zemeckis ou encore Joel Schumacher, Warner Bros. fait appel au réalisateur Joe Dante, connu pour ses comédies fantastiques et science-fiction à succès comme Gremlins (1984) ou encore L'Aventure intérieure (1987). Joe Dante avouera plus tard en interview avoir accepté ce film principalement pour rendre hommage à Chuck Jones, réalisateur et créateur de nombreux personnages des Looney Tunes. Il était apparu dans plusieurs films de Joe Dante. Ce dernier avait également tenté de réaliser Termite Terrace, un film inspiré des mémoires de Chuck Jones.
Joe Dante surnomme ironiquement ce projet « the anti-Space Jam movie ». Space Jam, sorti en 1996, est le précédent film de Warner Bros. mettant en scène les Looney Tunes dans un film animation et prises de vue réelles. Le réalisateur avoue détester ce film qui, selon lui, a ruiné les personnalités des personnages animés. Grand fan des cartoons, Joe Dante est cependant confronté aux choix du studio et n'a que peu de liberté créative.

### Attribution des rôles
Joe Dante a laissé libre cours à Steve Martin pour composer son personnage, de l'attitude à la tenue vestimentaire.
Brendan Fraser est le premier à avoir été choisi pour le rôle de l'agent de sécurité D. J. Drake. Il incarne également son propre rôle en caméo. Par ailleurs, après avoir imité Taz, la production lui offre la possibilité de réellement doubler le personnage dans le film. Pour le rôle de D. J. Drake, plusieurs noms avaient été évoqués comme Leonardo DiCaprio, Will Ferrell, Michael J. Fox, George Clooney ou encore Sylvester Stallone.
Alan Rickman, James Gandolfini, William Fichtner, Seth MacFarlane, Tim Allen, Robin Williams et David Koechner ont été envisagés pour le rôle de M. Chairman. Quant au rôle de Kate, Rene Russo, Renée Zellweger, Sally Field, Shannon Elizabeth ou encore Jennifer Aniston ont été pressenties. Kevin Spacey, Robert De Niro, Alec Baldwin, Tommy Lee Jones et Bryan Cranston ont été considérés pour camper Damien Drake.
John Cleese a été engagé mais sa scène, se déroulant à Paris, a été coupée au montage.
Il s'agit du dernier rôle au cinéma de Peter Graves, notamment connu pour la série télévisée Mission impossible. C'est également la dernière apparition à l'écran de Marc Lawrence et Joe Alaskey.

### Tournage
Le tournage a lieu dans les studios Universal d'Universal City, dans les Warner Bros. Studios de Burbank, dans les studios Warner Bros. Animation de Sherman Oaks, ainsi qu'à Las Vegas et Paris.

## Musique
Fidèle collaborateur de Joe Dante, le compositeur Jerry Goldsmith signe avec ce film sa dernière œuvre. Il meurt en 2004. Il avait composé une partition pour le film Prisonniers du temps, mais elle ne fut pas utilisée. Déjà affaibli au moment du tournage, Jerry Goldsmith n'a pas pu composer pour tout le film. John Debney l'a remplacé pour certaines scènes.

## Accueil

### Critiques
Les critiques de la presse française sont mitigées. Le Monde évoque « une sensation d'euphorie mélangée d'épuisement », TéléCinéObs salue les « clins d'œil cinéphiles ». Télérama déplore un « scénario [qui] vire au marathon hystérique même pas drôle ». le film obtient une note moyenne de 3,6⁄5 sur le site AlloCiné, qui recense 16 titres de presse.
Sur l'agrégateur américain Rotten Tomatoes, il récolte 56% d'opinions favorables pour 138 critiques et une note moyenne de 6,01⁄10. Sur Metacritic, il obtient une note moyenne de 64⁄100 pour 32 critiques.
Le réalisateur Joe Dante a expliqué au site internet ÉcranLarge.com qu'il garde un très mauvais souvenir de ce film :

« Il y avait beaucoup d'argent en jeu, et la technologie était incroyable, très intéressante, plus sophistiquée que sur Qui veut la peau de Roger Rabbit. C'était excitant. Mais tout le déroulement a été parasité par les décisions du studio, qui n'avait aucune confiance dans le film, qui ne savait pas si ça allait être drôle ou non, qui continuait de modifier le début, le milieu, la fin. Finalement, le film est sorti, mais il était très éloigné du script sur lequel j'avais accepté de travailler". »

À Rockyrama, le réalisateur déclare : « Je pense qu'il y a de bonnes choses dans le film. Mais c'est tout de même un peu le foutoir et si c'était à refaire, je ne le ferais pas ». Au sujet de la prestation de Steve Martin, qui a divisé la critique, Joe Dante ajoute dans la même interview : « Certaines personnes n'ont pas apprécié sa performance, qu'ils ont jugée assez peu subtile. Mais selon moi, c'est précisément ce qu'il fallait pour ce film-là. En tout cas, travailler avec lui constitue l'un des moments forts de ma carrière ».

### Box-office
Le film est un échec au box-office. Il n'enregistre que 68 millions de dollars de recettes mondiales, pour un budget de 80 millions de dollars. C'est une énorme déception pour Warner Bros. qui souhaitait alors relancer une franchise autour des Looney Tunes.
| Pays ou région    | Box-office      | Date d'arrêt du box-office | Nombre de semaines |
| ----------------- | --------------- | -------------------------- | ------------------ |
| États-Unis Canada | 20 991 364 $    | 29 janvier 2005            | 11                 |
| France            | 800 064 entrées | -                          | -                  |
| Total mondial     | 68 514 844 $    | -                          | -                  |

## Clins d’œil
Comme dans plusieurs précédentes longs métrages de Joe Dante, Les Looney Tunes passent à l'action contient de nombreuses allusions et une multitude de clins d’œil :
- Le film semble s'inspirer d'Austin Powers dans Goldmember (Austin Powers 3 : Goldmember) : la scène à Las Vegas avec Heather Locklear évoque la première apparition de Beyoncé Knowles. De plus, le président d'ACME joué par Steve Martin, rappelle le diabolique Dr. Denfer.
- Les personnages animés Sammy et Scooby-Doo apparaissent dans la scène à la cafétéria des studios Warner Bros. Sammy reproche son interprétation à l'acteur Matthew Lillard, qui l'avait incarné un an plus tôt dans Scooby-Doo de Raja Gosnell et le menace de l'avoir sur le dos s'il recommence dans la suite de ce film.
- Dans la salle de réunion de la Warner, on peut voir une affiche de Lethal Weapon Babies (soit Les Bébés de L'Arme fatale), qui est présenté dans les dialogues comme une version plus familiale de la saga L'Arme fatale, également produit par la Warner.
- En plus d'incarner le personnage humain principal, Brendan Fraser fait un caméo dans son propre rôle. En effet, le héros du film, qui est cascadeur, fait ouvertement allusion à la série de longs métrages La Momie, disant qu'il a été le cascadeur du film et regrette le fait que le « véritable » Brendan Fraser ait prétendu avoir tourné seul les scènes d'action. Lorsque les deux personnages se rencontrent, « D.J. » frappe alors son sosie.
- Timothy Dalton joue le rôle de Damian Drake, une star de cinéma rappelant James Bond, qu'il a lui-même incarné à deux reprises, dans Tuer n'est pas jouer (1987) et Permis de tuer (1989). Dans sa maison, on peut voir de nombreuses affiches de films de Damian Drake dont certains titres rappellent des films de James Bond : Licenso to Spy rappelle le titre original de Permis de tuer (Licence to Kill) ou encore More is Not Enought pour Le monde ne suffit pas (The World Is Not Enough). On peut également voir une TVR Tuscan bourrée de gadgets qui rappelle les nombreuses voitures de l'agent 007.
- Quand Kate se rend chez Damian Drake, elle trouve Bugs Bunny sous la douche. C'est un hommage à la célèbre scène de la douche de Psychose. Alors qu'Alfred Hitchcock avait utilisé du chocolat pour imiter le sang en noir et blanc, Bugs Bunny fait quant à lui couler du sirop au chocolat Hershey's[8].
- Le personnage de « Mother », incarné par Joan Cusack, rappelle la série télévisée Chapeau melon et bottes de cuir et le personnage incarné par Patrick Newell.
- Une référence à Star Wars est également présente : lorsque Bugs Bunny se protège des tirs de Marvin avec sa carotte sabre-laser après avoir surnommer Marvin « Vador ». Il lit également un livre « La force pour les Nuls ».
- Daffy Duck et Brendan Fraser empruntent la voiture de DJ au début du film, une AMC Gremlin. Le choix de ce véhicule est une référence au film Gremlins, également réalisé par Joe Dante, et dont le thème résonne lorsqu’ils montent à bord.
- Daffy Duck emprunte brièvement la Batmobile utilisée dans Batman (1989)[18].
- À l'intérieur de la zone 52 (parodie de la zone 51), nous pouvons apercevoir des Daleks de la série Doctor Who (que l'on peut entendre dire la plus célèbre de leurs répliques : « Exterminer ! »), Robert le robot qui fait référence à Robby le robot (le célèbre robot de nombreux films comme Planète interdite de 1956 et déjà présent dans un autre film de Joe Dante, Gremlins), le célèbre monstre Ro-Man du film Robot Monster de 1953, le mutant de Metaluna du film Les Survivants de l'infini de 1955, l'Homme de planète X du film éponyme de 1951, une plante cyclope extraterrestre (vraisemblablement inspirée des Triffides du roman Le Jour des Triffides) et enfin une créature cerveau du film Monstres invisibles de 1958. De plus, un message de Peter Graves est présent et rappelle sa série télévisée Mission impossible des années 1960-1970.

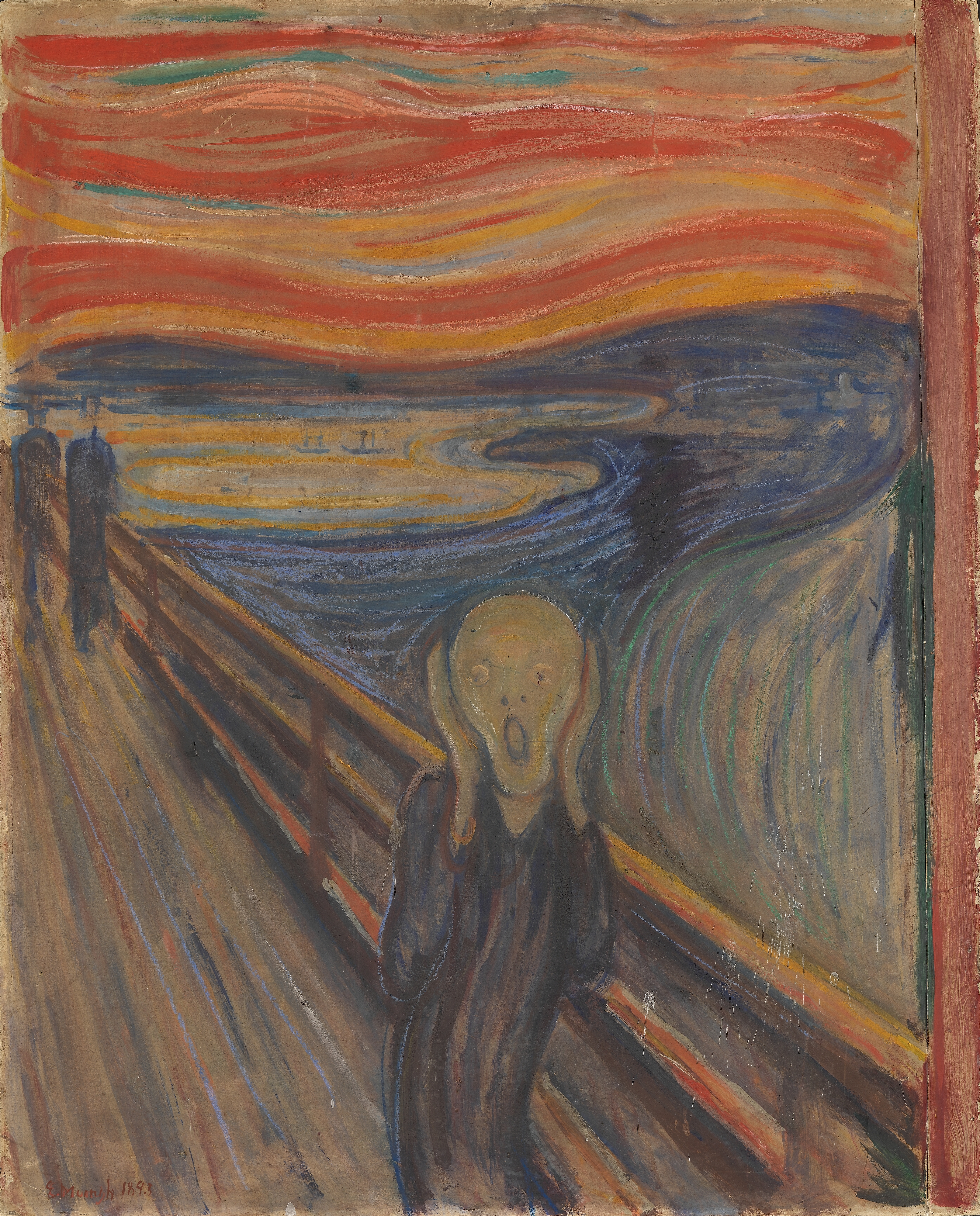
Dans la séquence au musée du Louvre, des personnages « entrent » dans plusieurs tableaux dont Le Cri

- Au musée du Louvre, Daffy Duck, Bugs Bunny et Elmer le chasseur « entrent » dans plusieurs tableaux dont Un dimanche après-midi à l'île de la Grande Jatte (peint par Georges Seurat, figure de la technique du pointillismedont Bugs Bunny cite la définition), La Persistance de la mémoire (œuvre surréaliste de Salvador Dalí) ou encore Le Cri (œuvre expressionniste d'Edvard Munch). Aucun de ces tableaux n'est réellement exposé au Louvre.
- À Paris, on peut voir des affiches de films avec Jerry Lewis dont un qui est intitulé Où trouvez-vous la guerre ? (en anglais Where do you find the war?) qui rappelle celle du film Ya, ya, mon général ! (Which Way to the Front?) et une affiche de T'es fou Jerry (Smorgasbord en VO).
- En Afrique, au moment où le président d'ACME apparait pour le Singe Bleu sous son costume de Mémé, il dévoile plusieurs autres déguisements qui lui permettent d'incarner plusieurs personnages et parmi eux, il y a celui de Michael Jordan, qui est un clin d’œil à Space Jam, film où il a joué avec les Looney Tunes.
- Kevin McCarthy, souvent présent dans les films de Joe Dante, incarne ici le Dr. Miles Bennell, reprenant son personnage du film L'Invasion des profanateurs de sépultures (1956)[8].
- Quand Bugs Bunny dit « Oh, I hate to see a grown man cry... Especially when it's a girl. », il s'agit d'une référence à la chanson Start Me Up des Rolling Stones[8].

En plus de ces clins d’œil et allusions, le réalisateur Joe Dante s'amuse à critiquer gentiment le fonctionnement des grands studios comme la Warner face aux baisses d'audience. Une chose qui, ironiquement, s'est retournée contre le réalisateur qui ne devrait pas avoir de contrat avec le studio d'ici quelque temps vu l'échec financier du film. En France, les 710 000 entrées restent « correctes ».

## Jeu vidéo
Un jeu vidéo adapté du film sort en 2003.

## Commentaires
- Lors de la séquence à Paris, on peut voir de nombreuses fautes d'orthographe sur les écriteaux et panneaux d'information en français.
- Lola Bunny est absente du film.